# Waldkirch (Szwajcaria)
Waldkirch − miejscowość i gmina w północno-wschodniej Szwajcarii, w kantonie St. Gallen, w okręgu St. Gallen.

## Demografia
W Waldkirch mieszka 3 569 osób. W 2021 roku 8,2% populacji gminy stanowiły osoby urodzone poza Szwajcarią. 

## Transport
Przez teren gminy przebiega droga główna nr 470.